# Жаркентская мечеть
Жаркентская мечеть (каз. Жаркент мешіті) — центральная мечеть города Жаркента, памятник архитектуры XIX века. Мечеть была построена в 1895 году по проекту китайского архитектора Хон Пике, на собранные средства переселенцев в центре города Джаркента (сейчас — город Жаркент). С 1982 года находится под охраной государства как памятник архитектуры и истории республиканского значения.

## История

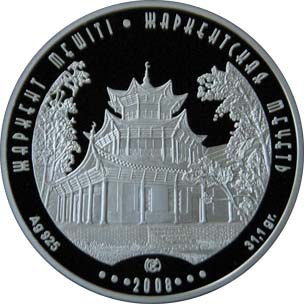
Изображение мечети на памятной монете номиналом в 500 тенге 2008 года

В 1887 году на собрании мусульманской общины города Жаркента от купца первой гильдии Вали Ахун Юлдашева поступило предложение о строительстве новой мечети. Он же внёс первый взнос и выступил организатором сбора пожертвований от мусульман. Главным архитектором, руководившим строительством и декорированием и фасада и интерьера, был приглашён китайский мастер Хон Пике (Мукан), которому помогали в возведении уйгурские мастера Хасан Иманов, Ушурбаки, Таир Исмаилов, Насретдин Кары, Зайнутдин, Абдукадыр и др. По легенде китайский архитектор принял предложение Юлдашева бесплатно, потому что давно хотел построить мусульманскую мечеть в китайском стиле, но не мог получить разрешение в Китае.
В 1892—1895 годах была возведена мечеть и главный портальный вход с башней, затем в 1903—1905 годах построили малую мечеть, медресе и ограду. Сильное землетрясение 1910 года привело к значительным повреждениям — рухнули обе декоративные башни, упали навершия куполов, образовались сквозные трещины в куполах и т. д.
В годы советской власти здание мечети использовалось для разных нужд: здесь были склады, зернохранилище, казарма для пограничников, кинотеатр и чайхана. В 1969 году в рамках комплексного обследования мечети изучались инженерные коммуникации и состояние строительных конструкций и художественного оформления. В 1975—1978 годах в мечети были предприняты реставрационные работы, после завершения которых было выдвинуто предложение о создании музея. Архитектурно-художественный музей в мечети был открыт согласно распоряжению Совета Министров Казахской ССР от 24 марта 1978 года за подписью председателя Совета Министров Байкена Ашимова. В 2001—2004 годах была произведена реконструкция крыши и главного портала.

## Архитектура

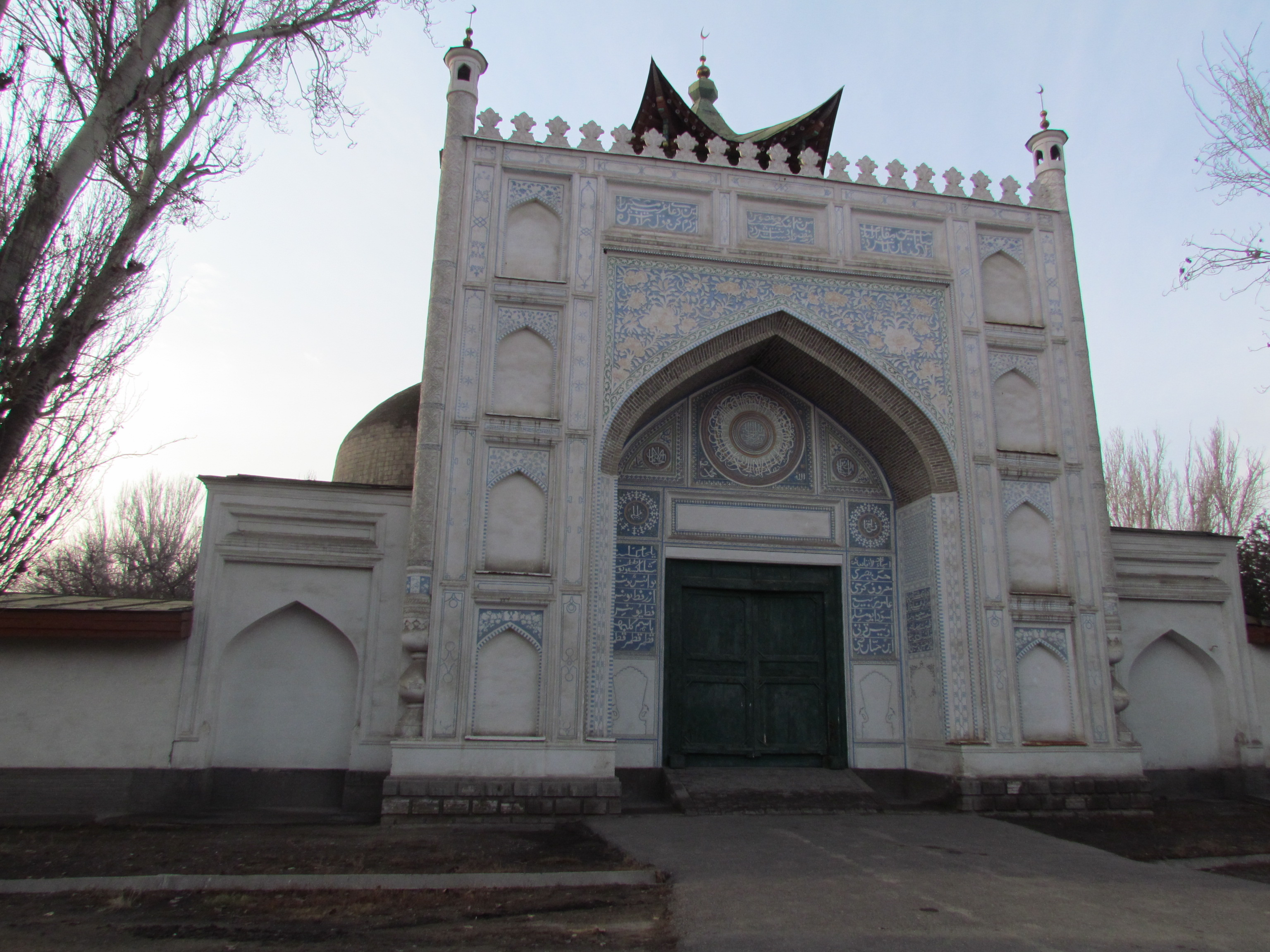
Главные ворота Жаркентской мечети

Мечеть построена в стиле архитектуры Средней Азии, но с использованием элементов буддийского храма. В состав мечети входят: пятничная мечеть, малая мечеть, портал (главный вход), боковые въездные ворота и каменная ограда.
Общая площадь мечети 28×54 м, высота 14,5 м, высота минарета 19 м. Минарет окружён 52 колоннами. Антаблемент украшен деревянной резьбой. Колонны изготовлены из тянь-шаньских елей. При наращивании колонн и других деревянных частей гвоздей не применялось. Стены мечети выполнены из брусьев, а кровля — из жести.
Во дворе мечети с северо-восточной стороны расположен маленький дворик, а с южной — медресе. Комплекс мечети огорожен каменным забором высотой 2,3 м. С южной и северной сторон имеются ворота.
Влияние китайских архитектурных традиций находит выражение в конструкции парящей крыши, имеющей изогнутые кверху концы ската, придающей зданию изысканность и воздушность. Мечеть состоит из двух этажей. Цилиндрические колонны без капителей и с большим карнизом (всего 52 штуки) образуют галерею, опоясывающую здание. 122 деревянных столба скреплены системой балок и насадок, образуя остов здания мечети.
Особенностью мечети является изобилие декора (резьбы по дереву, полихромной росписи в насыщенных тонах), оживляющего поверхности арок и стен главного зала мечети. В орнаменте интерьера преобладают растительные мотивы, арабская вязь, элементы уйгурского орнамента, но встречаются и изображения птиц, рыб, животных (в том числе фантастических).
Медресе находилось в здании у главных ворот, которое состоит из 14 комнат и хозяйственных построек. Окна медресе выходят на улицу, а двери — во двор мечети. Здание медресе годами использовалось в качестве то жилого дома, то кинотеатра, поэтому лишилось оригинального облика, который был возвращён в ходе реставрации. В медресе расположены экспозиционные и рабочие комнаты музея.